# Iglesia de la Santa Ascensión (Unalaska)

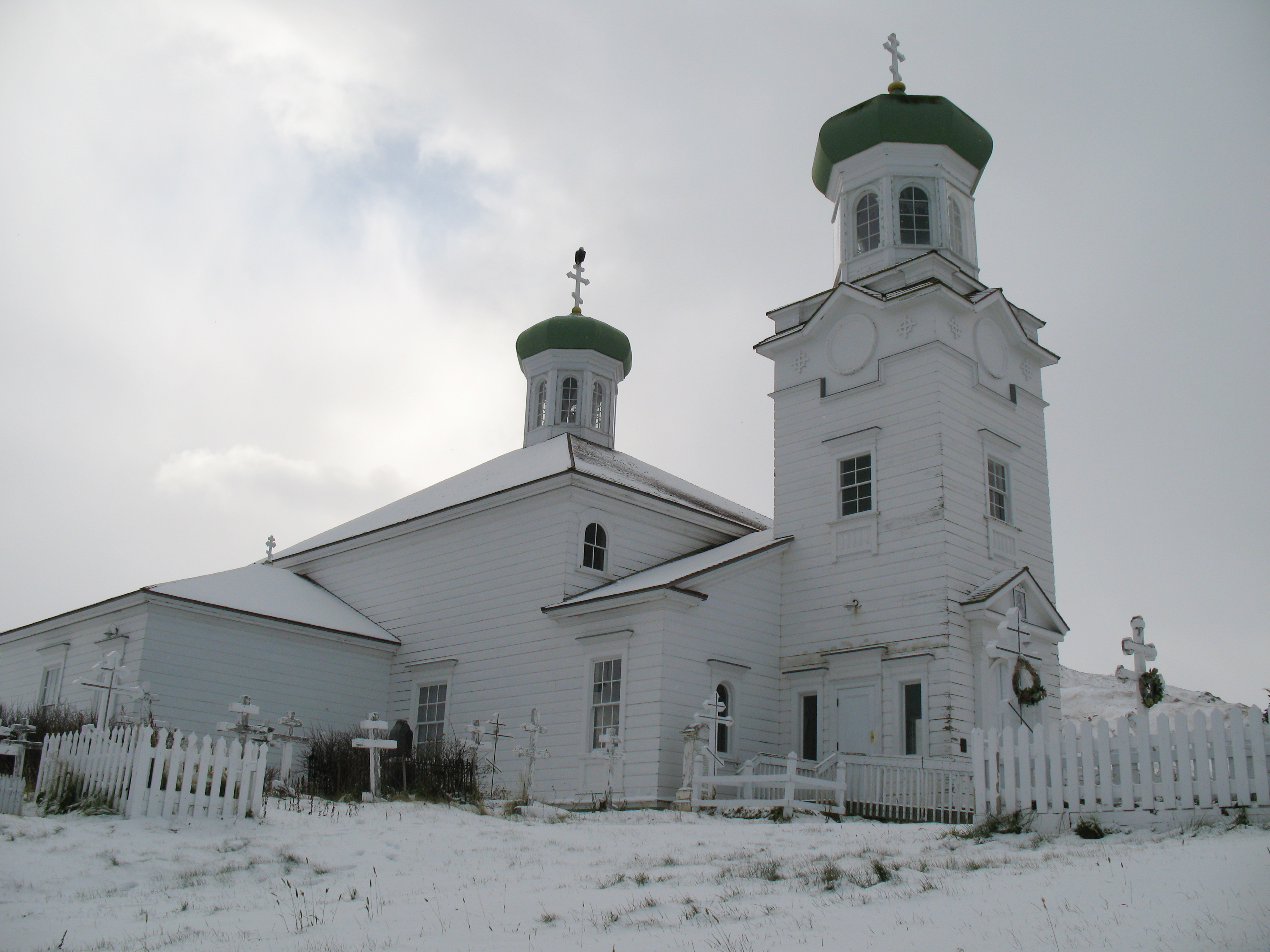
La iglesia de la Santa Ascensión de Unalaska.

La iglesia de la Santa Ascensión de Unalaska, en las islas Aleutianas, (en inglés, Church of the Holy Ascension, en ruso, Церковь Вознесения Господня) perteneciente a la Iglesia ortodoxa es uno de los más conocidos y destacados monumentos de esta región insular del suroeste del Estado de Alaska. 
Aunque evocadora de la presencia rusa en Alaska, la actual iglesia fue levantada en 1894, más de un cuarto de siglo después de la transferencia de soberanía a dominio estadounidense, si bien se construyó probablemente sobre el lugar que había ocupado una anterior de 1826, y usando parte de sus materiales de construcción y algunos de sus ornamentos. Fue declarada Hito Histórico Nacional de los Estados Unidos en 1970.
Construida entre el cauce del río Iliuliuk y la bahía del mismo nombre, posee estructura de madera, tiene planta de cruz latina, características cúpulas encebolladas, y una torre a occidente de 16 metros de altura, que se conecta a la nave de la iglesia por un atrio, conservando en su interior un iconostasio del anterior templo. Se sitúa en una propiedad denominada "Russian Greek Mission Reserves", que también incluye la residencia del obispo. La presencia de la Iglesia Ortodoxa Rusa en esta área se inició a fines del siglo XVIII, evangelizando al pueblo aleutiano, que conservó en gran medida la religión ortodoxa después del fin del dominio ruso.